# Карло Буччироссо
Ка́рло Буччиро́ссо (італ. Carlo Buccirosso; 1 травня 1954, Мілан) — італійський актор, театральний режисер та комік.

## Життєпис
Ка́рло Буччиро́ссо народився 1 травня 1954 року в Мілані, Італія. У кіно він дебютував наприкінці 1980-х. Часто грав ролі в режисера Карло Ванцини, який знімав його у багатьох своїх фільмах, а також у телефільмі «Vip» (2008 рік), в стереотипному амплуа типового неаполітанця, вихідця із середнього або нижчого класів півдня Італії.
У 2008 році Буччироссо знявся у фільмі Паоло Соррентіно «Дивовижний», присвяченому легендарному прем'єр-міністрові Італії Джуліо Андреотті, роль якого втілив Тоні Сервілло. За роль Паоло Чиріно Помічино у цій стрічці актор був номінований на здобуття італійської національної кінопремії «Давид ді Донателло» в категорії «Найкраща чоловіча роль другого плану». У 2013 році актор вдруге співпрацював із Соррентіно, зігравши у його стрічці «Велика краса» роль другого плану — Лелло.
У 2015 році за роль у фільмі «Джулія і ми» режисера Едоардо Лео Карло Буччироссо отримав премії «Давид ді Донателло» та премію «Срібна стрічка» Італійського національного синдикату кіножурналістів як найкращий актор другого плану.
У 2017 році Карло Буччироссо втілив образ дона Вінченцо в музичній кримінальній комедії братів Манетті «Кохання і злочинний світ». На 74-му Венеційському міжнародному кінофестивалі у складі акторського ансамблю Буччироссо отримав Премію Пазінетті. У 2018 році за роль у цьому фільму він був номінований як найкращий актор другого плану на здобуття премії «Давид ді Донателло».
Окрім роботи в кіно Карло Буччироссо грає також на театральні сцені та на телебаченні.

## Фільмографія
| Рік  |    | Українська назва                  | Оригінальна назва                                  | Роль                              |
| ---- | -- | --------------------------------- | -------------------------------------------------- | --------------------------------- |
| 1989 | ф  | Остання сцена                     | L'ultima scena                                     |                                   |
| 1993 | ф  | Татку, не червоній                | Amami                                              | Бригадний Скаррафон               |
| 1998 | ф  | Дружина найкращого друга          | L'amico del cuore                                  | Мікеліно Сета                     |
| 1998 | ф  |                                   | Premiata pasticceria Bellavista                    | Ерманно Беллавіста                |
| 1999 | ф  | Кохання з першого погляду         | Amore a prima vista                                | Пеппіно Батман                    |
| 2000 | ф  | Великий вибух                     | Il grande botto                                    | Мікеле Кальдаруло                 |
| 2000 | ф  | У вільному бігу                   | A ruota libera                                     | Маріо Пекорелла                   |
| 2002 | ф  | Божевільні скачки: Афера Мандраке | Febbre da cavallo — La mandrakata                  | Антоніо Фаєлла                    |
| 2002 | ф  | Море, немає порівняння            | Il mare non c'è paragone                           | професор Серапіде                 |
| 2004 | ф  | Жартівники                        | Le barzellette                                     |                                   |
| 2004 | ф  | У цьому світі злодіїв             | In questo mondo di ladri                           | Фабіо                             |
| 2006 | ф  | Виключно правдиво 2               | Eccezzziunale veramente - Capitolo secondo... me   | Беньяміно                         |
| 2007 | тф | Два з половиною шахраї            | Due imbroglioni e mezzo                            | комісар Ді Мауро                  |
| 2008 | ф  | Дивовижний                        | Il divo — La spettacolare vita di Giulio Andreotti | Паоло Чиріно Помічино             |
| 2008 | тф |                                   | Vip                                                | консьєрж                          |
| 2009 | ф  | Чудовиська сьогодні               | I mostri oggi                                      | Карло / Мікеле / Грегоріо / Сотто |
| 2009 | ф  | Літо на Карибах                   | Un'estate ai Caraibi                               | Роберто Де Паола                  |
| 2010 | с  | Два з половиною шахраї            | Due imbroglioni e mezzo                            | комісар Ді Мауро                  |
| 2010 | ф  | Тоді в житті                      | Dalla vita in poi                                  | директор в'язниці                 |
| 2013 | ф  | Велика краса                      | La grande bellezza                                 | Лелло Кава                        |
| 2013 | ф  | Неаполітанські пісні              | Song 'e Napule                                     | Квесторе Віталі                   |
| 2013 | ф  | Вгадай, хто прийде на Різдво      | Indovina chi viene a Natale?                       | Антоніо                           |
| 2014 | ф  | Народ, якому добре                | La gente che sta bene                              | маршал карабінерів                |
| 2017 | ф  | Надворі сніг!                     | E fuori nevica!                                    |                                   |
| 2015 | ф  | Джулія і ми                       | Noi e la Giulia                                    | Віто                              |
| 2016 | ф  |                                   | Se mi lasci non vale                               | Альберто                          |
| 2016 | ф  | Велика афера в маленькому місті   | Un paese quasi perfetto                            | Нікола                            |
| 2017 | ф  | Мама чи тато?                     | Mamma o papà?                                      | інженер Бертеллі                  |
| 2017 | ф  | Банда трьох                       | La Banda dei Tre                                   | Ді Гаєтано                        |
| 2017 | ф  | Кохання і злочинний світ          | Ammore e malavita                                  | дон Вінченцо — Франческо де Роса  |
| 2017 | ф  | Полювання за скарбами             | Caccia al tesoro                                   | Фердінандо                        |

## Визнання
| Нагороди та номінації Карло Буччироссо            | Нагороди та номінації Карло Буччироссо                    | Нагороди та номінації Карло Буччироссо | Нагороди та номінації Карло Буччироссо |
| Рік                                               | Категорія                                                 | Фільм                                  | Результат                              |
| ------------------------------------------------- | --------------------------------------------------------- | -------------------------------------- | -------------------------------------- |
| Премія «Давид ді Донателло»                       |                                                           |                                        |                                        |
| 2009                                              | Найкращий актор другого плану                             | Дивовижний                             | Перемога                               |
| 2015                                              | Найкращий актор другого плану                             | Джулія і ми                            | Перемога                               |
| 2018                                              | Найкращий актор другого плану                             | Кохання і злочинний світ               | Номінація                              |
| Премія «Золота хлопавка»                          |                                                           |                                        |                                        |
| 2009                                              | Найкращий актор другого плану                             | Дивовижний                             | Номінація                              |
| Італійський національний синдикат кіножурналістів |                                                           |                                        |                                        |
| 2014                                              | Премія «Срібна стрічка» найкращому акторові другого плану | Неаполітанські пісні                   | Перемога                               |
| 2014                                              | Спеціальна «Срібна стрічка»                               | Спеціальна «Срібна стрічка»            | Перемога                               |
| Міжнародний кінофестиваль BIFEST у Барі           |                                                           |                                        |                                        |
| 2014                                              | Найкращий актор другого плану                             | Неаполітанські пісні                   | Перемога                               |
| Венеційський міжнародний кінофестиваль            |                                                           |                                        |                                        |
| 2017                                              | Премія Пазінетті за найкращий акторський склад            | Кохання і злочинний світ               | Перемога                               |